# Saison 2018-2019 du Football Club des Girondins de Bordeaux (féminines)
Maillots
Chronologie
Saison précédente Saison suivante
La saison 2018-2019 des Girondins de Bordeaux est la troisième saison de son histoire (la troisième consécutive) en première division.
Jérôme Dauba est l'entraîneur de l'équipe pour la troisième saison et le club joue ses matchs à domicile au Stade Robert-Monseau, à Saint-Médard-en-Jalles.
La section féminine des Girondins de Bordeaux évolue également au cours de la saison en Coupe de France, où elle se fera éliminer en seizièmes de finale, dès son entrée en lice.

## Transferts

### Transferts estivaux
| Nom                 | Nationalité | Poste      | Transfert               | Provenance/Destination | Division                |
| ------------------- | ----------- | ---------- | ----------------------- | ---------------------- | ----------------------- |
| Arrivées            |             |            |                         |                        |                         |
| Maëlle Garbino      | France      | Attaquante | Contrat de 2 ans        | AS Saint-Étienne       | Division 2              |
| Viviane Asseyi      | France      | Attaquante | Contrat de 2 ans        | Olympique de Marseille | Division 2              |
| Claire Lavogez      | France      | Milieue    | Contrat de 1 an         | Olympique Lyonnais     | Division 1              |
| Camille Surdez      | Suisse      | Attaquante | Contrat de 2 ans        | Young Boys Berne       | Nationalliga A          |
| Vanessa Gilles      | France      | Défenseure | Contrat de 2 ans        | Apollon Limassol       | Championnat de Chypre   |
| Romane Bruneau      | France      | Gardienne  | Contrat de 1 an         | Olympique Lyonnais     | Division 1              |
| Départs             |             |            |                         |                        |                         |
| Sarah Cambot        | France      | Attaquante | Résiliation de contrat  | ASJ Soyaux             | Division 1              |
| Nadjma Ali Nadjim   | France      | Attaquante | Résiliation de contrat  | FC Fleury 91           | Division 1              |
| Alizée Nadal        | France      | Gardienne  | Résiliation de contrat  | FF Yzeure              | Division 2              |
| Léa Saintout-Cluzet | France      | Gardienne  | Résiliation de contrat  | ES Eysines             | Régional 1              |
| Niamh Fahey         | Irlande     | Milieue    | Résiliation de contrat  | Liverpool FC           | FA Women's Super League |
| Vanessa Pimentel    | France      | Gardienne  | Fin de contrat          | FCE Mérignac-Arlac     | Régional 1              |
| Emmanuelle Lacroix  | France      | Défenseure | Résilitation de contrat | Toulouse FC            | Division 2              |
| Chloé Billaud       | France      | Défenseure | Fin de contrat          | -                      | -                       |

### Transferts hivernaux
| Nom          | Nationalité | Poste      | Transfert | Provenance/Destination | Division   |
| ------------ | ----------- | ---------- | --------- | ---------------------- | ---------- |
| Arrivées     |             |            |           |                        |            |
| Melike Pekel | Turquie     | Attaquante | Prêt      | Paris Saint-Germain    | Division 1 |

## Championnat

### Phase aller - Journées 1 à 11
| J.                                                                                             | Rencontre   | Rencontre | Rencontre | Place    |
| ---------------------------------------------------------------------------------------------- | ----------- | --------- | --------- | -------- |
| 1                                                                                              | Metz        | 1-0       | Bordeaux  | 7e (-3)  |
| 2                                                                                              | Montpellier | 0-1       | Bordeaux  | 5e (-3)  |
| 3                                                                                              | Bordeaux    | 2-0       | Rodez     | 3e (-3)  |
| 4                                                                                              | Bordeaux    | 1-1       | Fleury    | 3e (-5)  |
| 5                                                                                              | Dijon       | 1-2       | Bordeaux  | 3e (-5)  |
| 6                                                                                              | Bordeaux    | 0-0       | Guingamp  | 3e (-7)  |
| 7                                                                                              | Lyon        | 3-0       | Bordeaux  | 5e (-10) |
| 8                                                                                              | Paris FC    | 5-0       | Bordeaux  | 4e (-13) |
| 9                                                                                              | Bordeaux    | 0-2       | Paris SG  | 5e (-16) |
| 10                                                                                             | Lille       | 0-2       | Bordeaux  | 6e (-14) |
| 11                                                                                             | Bordeaux    | 0-1       | Soyaux    | 7e (-17) |
| Légende : ( ) = écart en point sur le premier ou, si le Paris FC est premier, sur le deuxième. |             |           |           |          |

### Phase retour - Journées 12 à 22
| J.                                                                                             | Rencontre | Rencontre | Rencontre   | Place    |
| ---------------------------------------------------------------------------------------------- | --------- | --------- | ----------- | -------- |
| 12                                                                                             | Rodez     | 1-4       | Bordeaux    | 5e (-17) |
| 13                                                                                             | Bordeaux  | 2-2       | Montpellier | 5e (-19) |
| 14                                                                                             | Guingamp  | 0-1       | Bordeaux    | 3e (-19) |
| 15                                                                                             | Bordeaux  | 1-0       | Dijon       | 3e (-19) |
| 16                                                                                             | Fleury    | 1-2       | Bordeaux    | 3e (-19) |
| 17                                                                                             | Bordeaux  | 2-0       | Metz        | 3e (-19) |
| 18                                                                                             | Bordeaux  | 1-7       | Lyon        | 3e (-22) |
| 19                                                                                             | Soyaux    | 1-0       | Bordeaux    | 4e (-23) |
| 20                                                                                             | Bordeaux  | 2-1       | Lille       | 3e (-23) |
| 21                                                                                             | Paris SG  | 6-2       | Bordeaux    | 4e (-26) |
| 22                                                                                             | Bordeaux  | 1-1       | Paris FC    | 4e (-28) |
| Légende : ( ) = écart en point sur le premier ou, si le Paris FC est premier, sur le deuxième. |           |           |             |          |

### Évolution du classement et des résultats
| Journée  | 1 | 2 | 3 | 4 | 5 | 6 | 7 | 8 | 9 | 10 | 11 | 12 | 13 | 14 | 15 | 16 | 17 | 18 | 19 | 20 | 21 | 22 | Journées en tête |
| -------- | - | - | - | - | - | - | - | - | - | -- | -- | -- | -- | -- | -- | -- | -- | -- | -- | -- | -- | -- | ---------------- |
| Rang     | 7 | 5 | 3 | 3 | 3 | 3 | 5 | 4 | 5 | 6  | 7  | 5  | 5  | 3  | 3  | 3  | 3  | 3  | 4  | 3  | 4  | 4  | 0                |
| Résultat | P | G | G | N | G | N | P | P | P | G  | P  | G  | N  | G  | G  | G  | G  | P  | P  | G  | P  | N  | —                |

## Coupe de France
La Coupe de France 2018-2019 est la 18e édition de la Coupe de France féminine de football, une compétition à élimination directe mettant aux prises tous les clubs de football amateurs et professionnels à travers la France métropolitaine et les DOM-TOM. Elle est organisée par la FFF et ses ligues régionales. Le FC Girondins de Bordeaux jouant en Division 1, il entre en compétition lors des seizièmes de finale.

### Statistiques collectives
| Compétition     | Débute au tour | Termine        | Matches joués | Gagnés | Nuls | Perdus | Buts pour | Buts contre | Différence |
| --------------- | -------------- | -------------- | ------------- | ------ | ---- | ------ | --------- | ----------- | ---------- |
| Division 1      | -              | 4e             | 22            | 10     | 4    | 8      | 26        | 34          | -8         |
| Coupe de France | 1/16 de finale | 1/16 de finale | 1             | 0      | 0    | 1      | 0         | 0           | +4         |
| Total           | -              | -              | 23            | 10     | 4    | 9      | 26        | 34          | -4         |

### Statistiques individuelles
(Mis à jour le 11 juillet 2019)
| Numéro | Poste | Nat. | Nom               | Championnat | Championnat | Championnat | Championnat | Championnat  | Coupe de France | Coupe de France | Coupe de France | Coupe de France | Coupe de France | Total | Total | Total       | Total  | Total        |
| Numéro | Poste | Nat. | Nom               | M.j.        | Tps         | But inscrit | Averti      | Carton rouge | M.j.            | Tps             | But inscrit     | Averti          | Carton rouge    | M.j.  | Tps   | But inscrit | Averti | Carton rouge |
| ------ | ----- | ---- | ----------------- | ----------- | ----------- | ----------- | ----------- | ------------ | --------------- | --------------- | --------------- | --------------- | --------------- | ----- | ----- | ----------- | ------ | ------------ |
| 1      | G     |      | Erin Nayler       | 16          | 1440        | 0           | 0           | 0            | 0               | 0               | 0               | 0               | 0               | 16    | 1440  | 0           | 0      | 0            |
| 30     | G     |      | Romane Bruneau    | 6           | 540         | 0           | 0           | 0            | 1               | 90              | 0               | 0               | 0               | 7     | 630   | 0           | 0      | 0            |
| 2      | D     |      | Chloé Bornes      | 4           | 275         | 0           | 1           | 0            | 0               | 0               | 0               | 0               | 0               | 4     | 275   | 0           | 1      | 0            |
| 3      | D     |      | Marine Perea      | 0           | 0           | 0           | 0           | 0            | 0               | 0               | 0               | 0               | 0               | 0     | 0     | 0           | 0      | 0            |
| 4      | D     |      | Vanessa Gilles    | 20          | 1715        | 1           | 3           | 0            | 1               | 90              | 0               | 0               | 0               | 21    | 1805  | 1           | 3      | 0            |
| 5      | D     |      | Kathellen Sousa   | 18          | 1535        | 2           | 3           | 0            | 1               | 90              | 0               | 0               | 0               | 19    | 1625  | 2           | 3      | 0            |
| 20     | D     |      | Julie Thibaud     | 15          | 1183        | 1           | 2           | 0            | 0               | 0               | 0               | 0               | 0               | 15    | 1183  | 1           | 2      | 0            |
| 22     | D     |      | Delphine Chatelin | 17          | 1387        | 1           | 2           | 0            | 1               | 90              | 0               | 0               | 0               | 18    | 1477  | 1           | 2      | 0            |
| 23     | D     |      | Andréa Lardez     | 22          | 1975        | 0           | 1           | 0            | 1               | 90              | 0               | 0               | 0               | 23    | 2065  | 0           | 1      | 0            |
| 8      | M     |      | Claire Lavogez    | 21          | 1820        | 3           | 5           | 0            | 0               | 0               | 0               | 0               | 0               | 21    | 1820  | 3           | 5      | 0            |
| 10     | M     |      | Solène Barbance   | 21          | 1358        | 0           | 2           | 0            | 1               | 45              | 0               | 0               | 0               | 22    | 1403  | 0           | 2      | 0            |
| 11     | M     |      | Juliane Gathrat   | 15          | 315         | 0           | 1           | 0            | 1               | 7               | 0               | 0               | 0               | 16    | 322   | 0           | 1      | 0            |
| 14     | M     |      | Ghoutia Karchouni | 18          | 972         | 0           | 1           | 0            | 1               | 72              | 0               | 0               | 0               | 19    | 1044  | 0           | 1      | 0            |
| 19     | M     |      | Sophie Istillart  | 19          | 1420        | 0           | 3           | 0            | 1               | 83              | 0               | 0               | 0               | 20    | 1503  | 1           | 3      | 0            |
| 24     | M     |      | Rose Lavaud       | 20          | 1587        | 2           | 0           | 0            | 1               | 45              | 0               | 0               | 0               | 21    | 1632  | 2           | 0      | 0            |
| 28     | M     |      | Axelle Touzeau    | 0           | 0           | 0           | 0           | 0            | 0               | 0               | 0               | 0               | 0               | 0     | 0     | 0           | 0      | 0            |
| 12     | A     |      | Mylaine Tarrieu   | 3           | 171         | 1           | 0           | 0            | 0               | 0               | 0               | 0               | 0               | 3     | 171   | 1           | 0      | 0            |
| 15     | A     |      | Maëlle Garbino    | 20          | 1075        | 0           | 2           | 0            | 1               | 90              | 0               | 0               | 0               | 21    | 1165  | 0           | 2      | 0            |
| 18     | A     |      | Viviane Asseyi    | 22          | 1977        | 12          | 2           | 0            | 1               | 90              | 0               | 0               | 0               | 23    | 2067  | 12          | 2      | 0            |
| 21     | A     |      | Camille Surdez    | 9           | 146         | 0           | 0           | 0            | 1               | 18              | 0               | 0               | 0               | 10    | 164   | 0           | 0      | 0            |
| 27     | A     |      | Melike Pekel      | 6           | 593         | 1           | 0           | 0            | 0               | 0               | 0               | 0               | 0               | 6     | 593   | 1           | 0      | 0            |
| 29     | A     |      | Carol Rodrigues   | 13          | 450         | 2           | 1           | 1            | 1               | 90              | 0               | 0               | 0               | 14    | 540   | 2           | 1      | 1            |
| -      | A     |      | Camille Eliceche  | 1           | 8           | 0           | 0           | 0            | 0               | 0               | 0               | 0               | 0               | 1     | 8     | 0           | 0      | 0            |

### Affluence
Affluence du FCG Bordeaux à domicile